# Hochgolling
Hochgolling – szczyt w grupie Schladminger Tauern, w Niskich Taurach. Leży w Austrii, na granicy dwóch krajów związkowych: Styrii i Salzburga. Jest najwyższym szczytem swojej grupy. Jego północna ściana opada 1200 m do pobliskiej doliny. Ze szczytu widać między innymi Dachstein i Wysokie Taury.